# Эбареш
Эбаре́ш (фр. Esbareich, окс. Esbarèish) — коммуна во Франции, находится в регионе Юг — Пиренеи. Департамент — Верхние Пиренеи. Входит в состав кантона Молеон-Барус. Округ коммуны — Баньер-де-Бигор.
Код INSEE коммуны — 65158.

## География

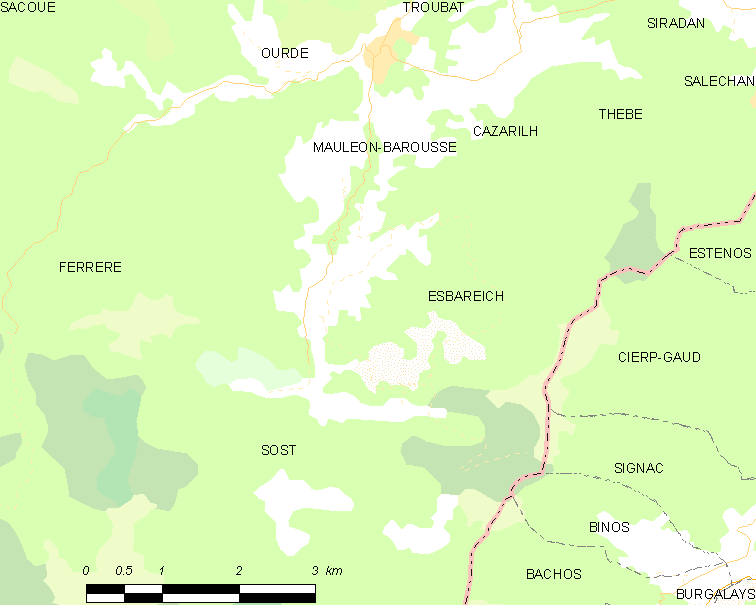
Карта коммуны

Коммуна расположена приблизительно в 680 км к югу от Парижа, в 105 км юго-западнее Тулузы, в 55 км к юго-востоку от Тарба.
По территории коммуны протекает река Урс-де-Сост.

## Климат
Климат умеренно-океанический с солнечной тёплой погодой и обильными осадками на протяжении практически всего года.

## Население
Население коммуны на 2010 год составляло 74 человека.
| 1962 | 1968 | 1975 | 1982 | 1990 | 1999 | 2010 |
| ---- | ---- | ---- | ---- | ---- | ---- | ---- |
| 104  | 97   | 60   | 47   | 53   | 61   | 74   |

## Администрация
| Период | Период | Фамилия     | Партия | Примечания |
| ------ | ------ | ----------- | ------ | ---------- |
| 2001   | 2020   | Морис Сейан |        |            |

## Экономика
В 2010 году среди 46 человек трудоспособного возраста (15-64 лет) 25 были экономически активными, 21 — неактивными (показатель активности — 54,3 %, в 1999 году было 67,6 %). Из 25 активных жителей работали 23 человека (14 мужчин и 9 женщин), безработных было 2 (1 мужчина и 1 женщина). Среди 21 неактивных 1 человек был учеником или студентом, 16 — пенсионерами, 4 были неактивными по другим причинам.

## Фотогалерея

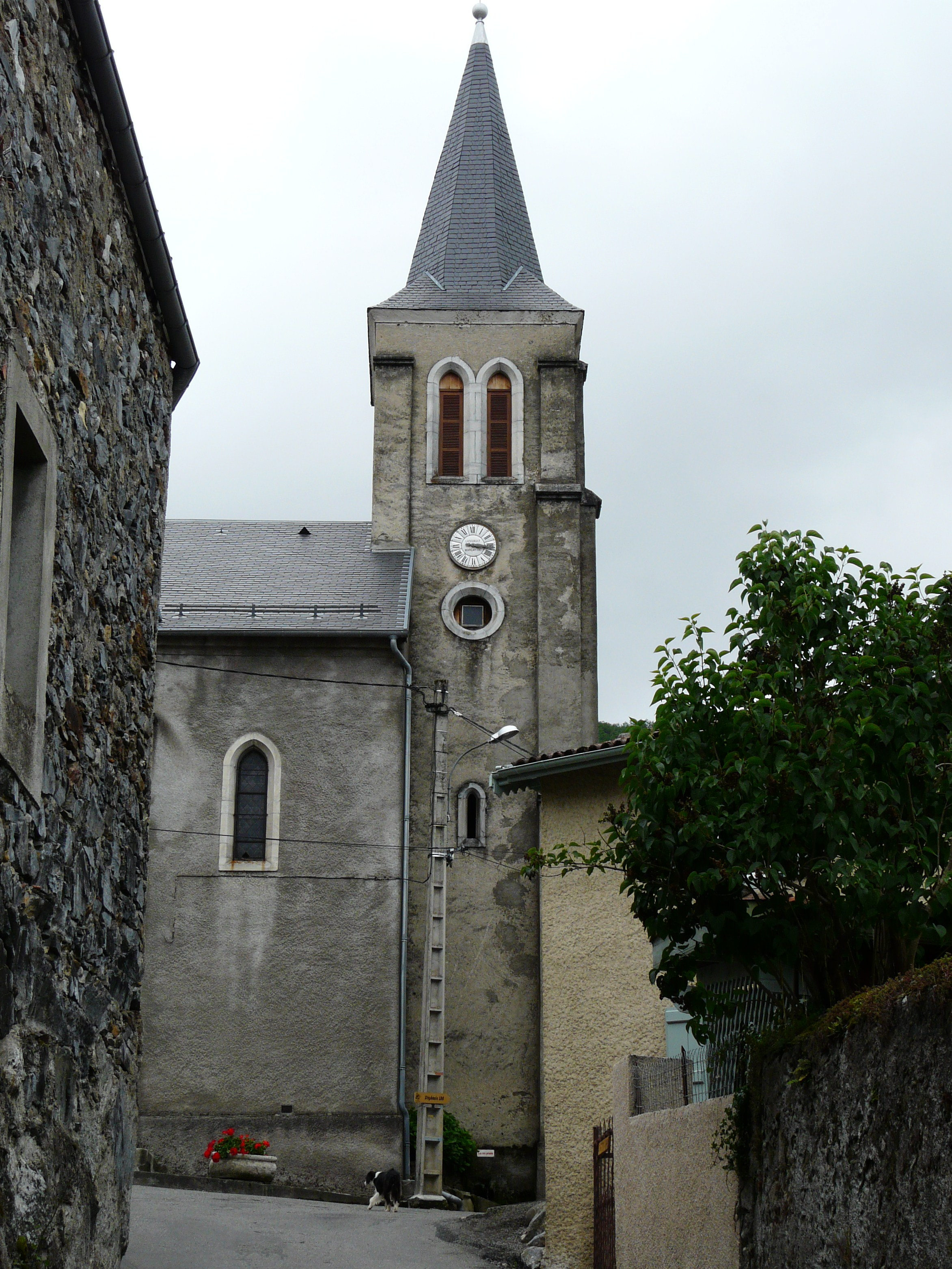
Церковь
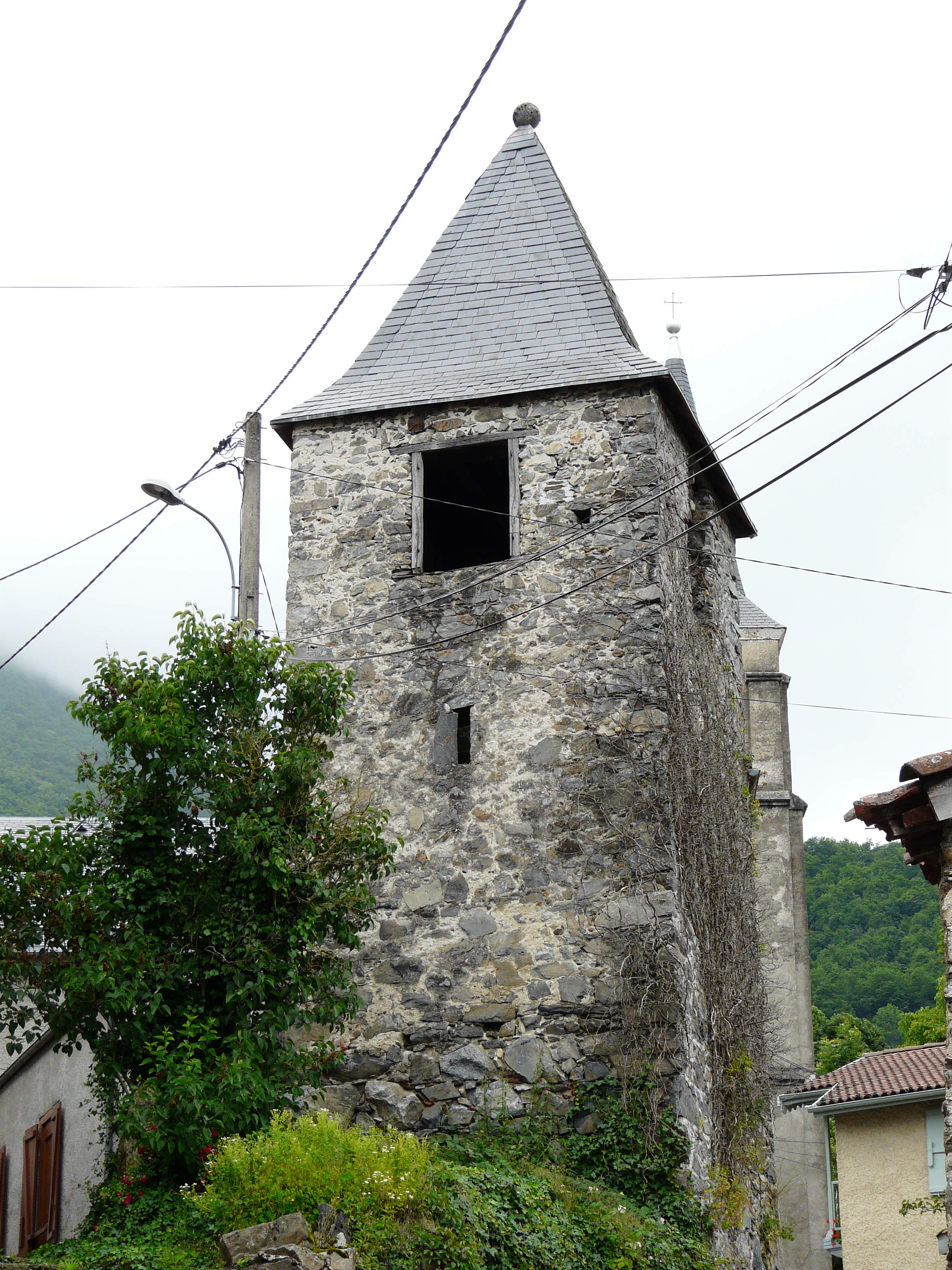
Башня
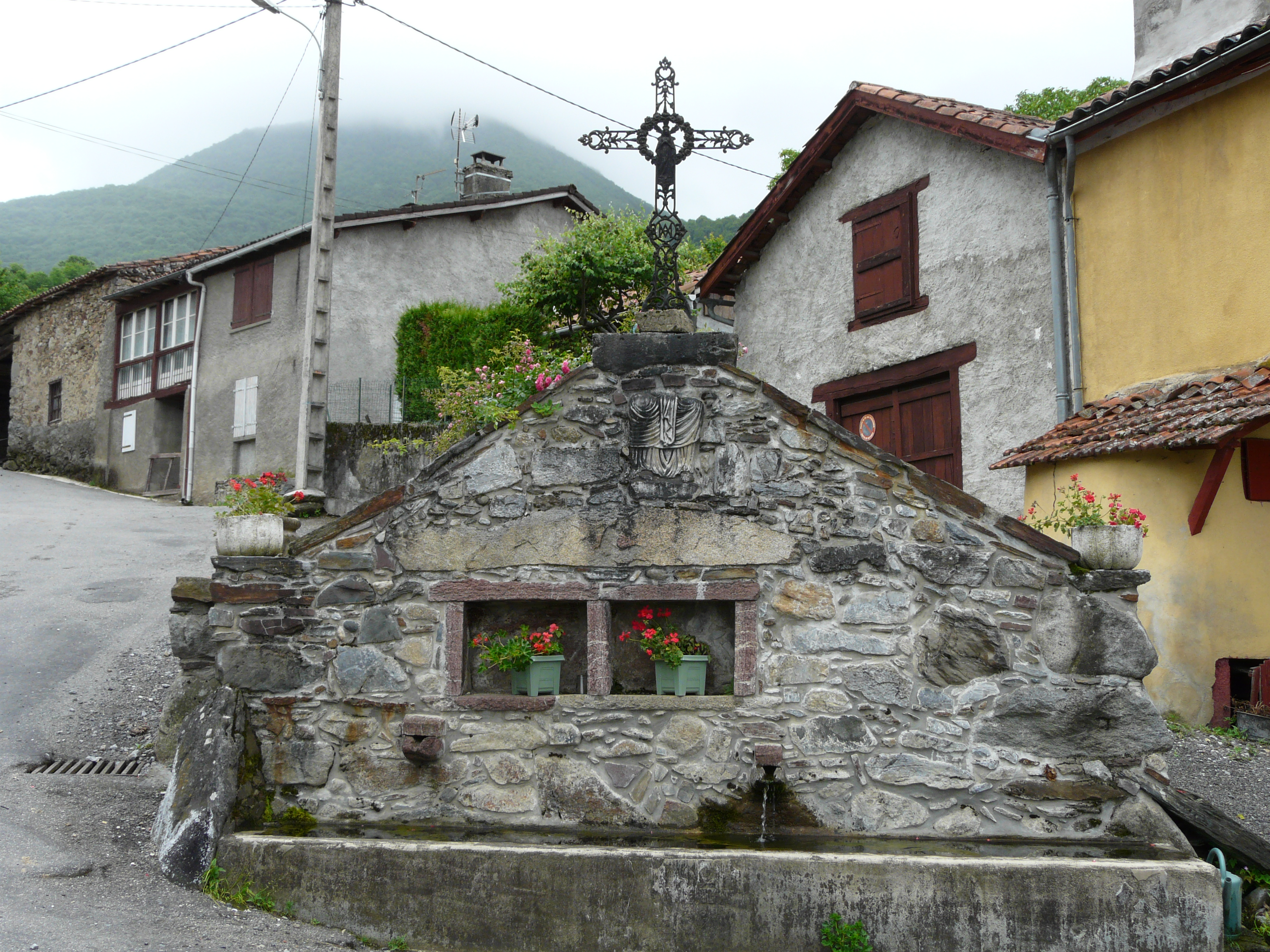
Фонтан
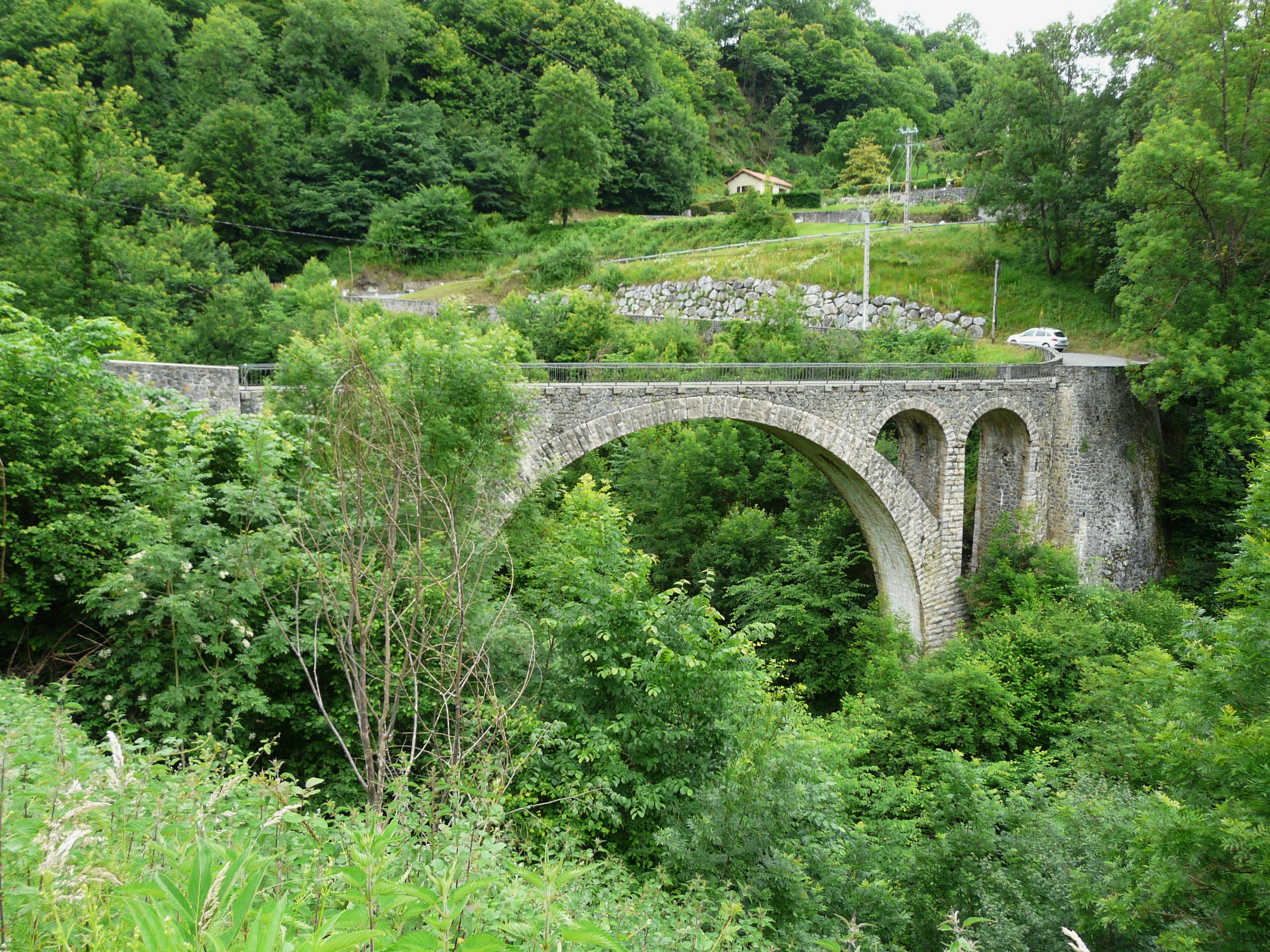
Мост через реку Урс-де-Сост
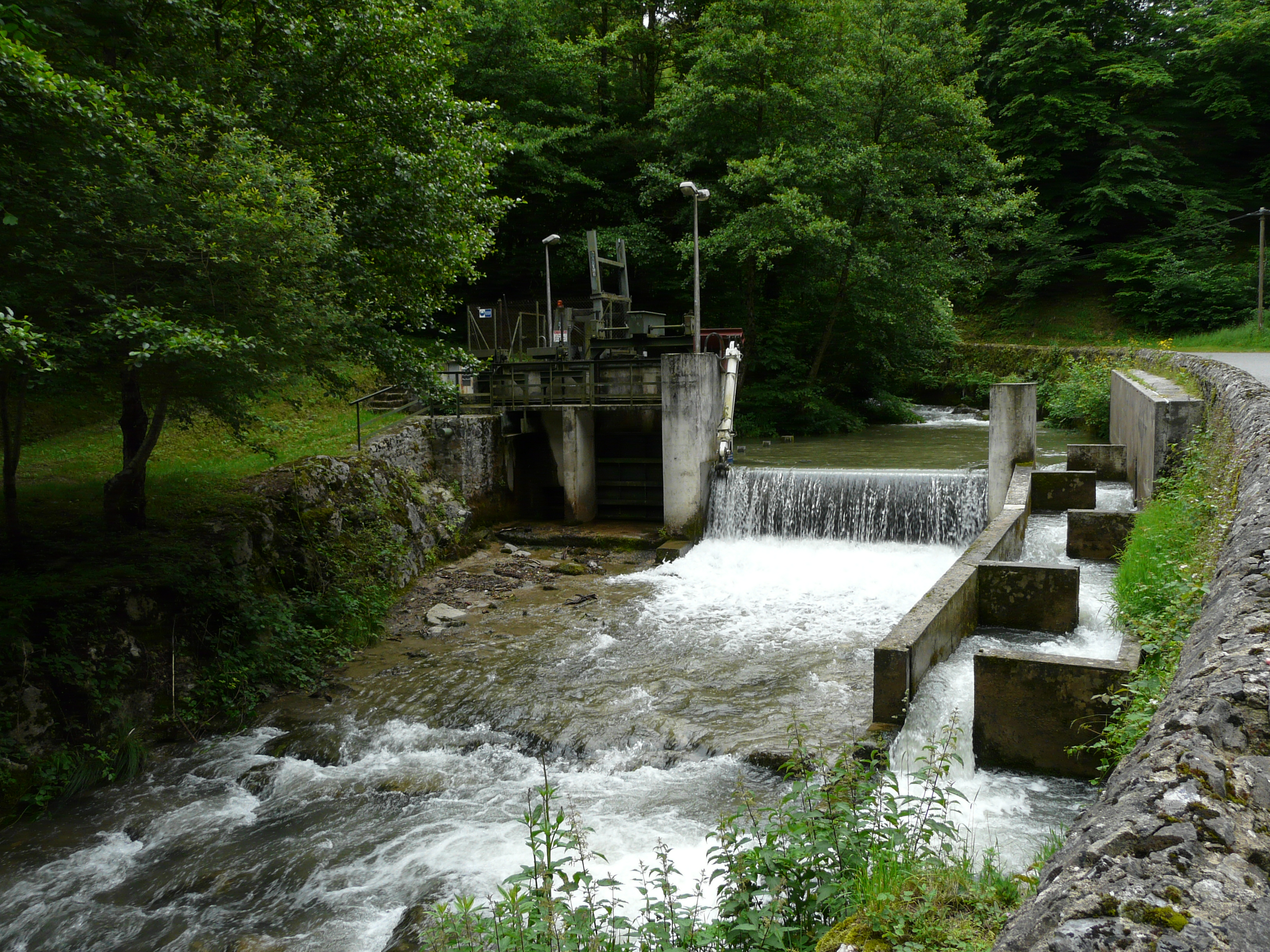
Плотина